# دایسوکه نیتا
دایسوکه نیتا (انگلیسی: Daisuke Nitta؛ زادهٔ ۱۱ مهٔ ۱۹۸۰) بازیکن فوتبال اهل ژاپن است.
از باشگاه‌هایی که در آن بازی کرده‌است می‌توان به باشگاه فوتبال آویسپا فوکوئوکا اشاره کرد.